# 希臘3號高速公路

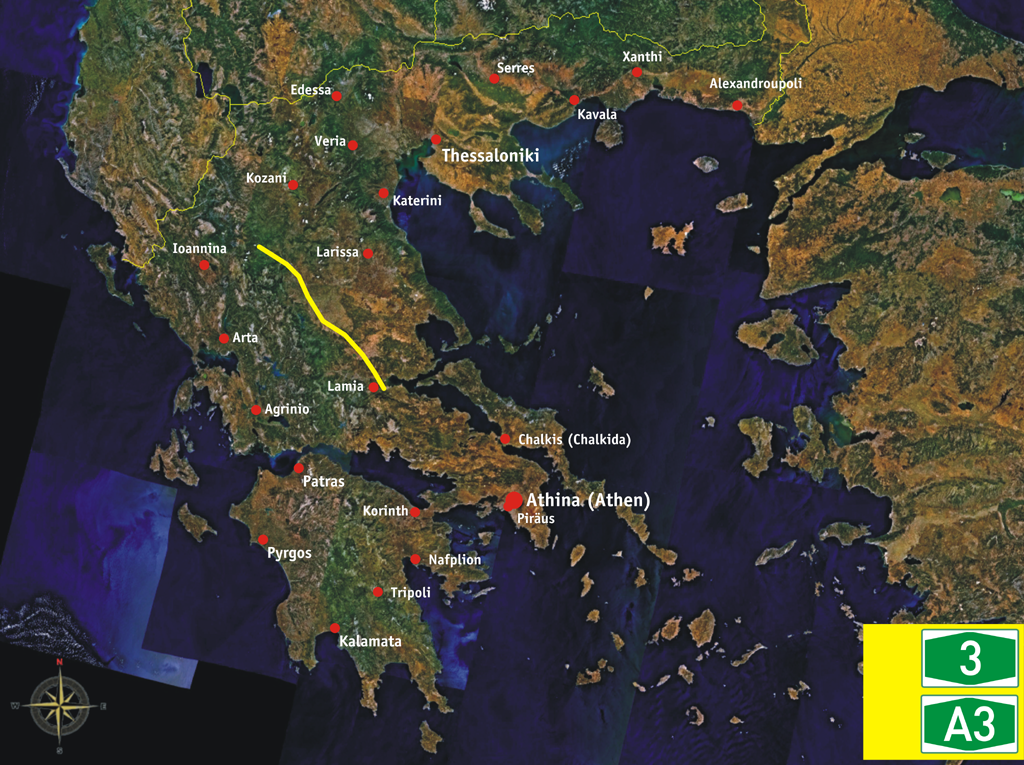
希腊3號高速公路

希腊3號高速公路（希臘語：Αυτοκινητόδρομος 3），又稱中希臘高速公路（Αυτοκινητόδρομος Κεντρικής Ελλάδας），为希腊一條興建中的高速公路，南起拉米亞（與1號高速公路交匯），縱貫色薩利，北至西馬其頓的格雷韋納，總長度174 km（108 mi）。
目前由於缺乏經費，目前只有茲尼亞斯至特里卡拉路段正在動工。